# Whoever Did This
"Whoever Did This" je 48. epizoda HBO-ove televizijske serije Obitelj Soprano i deveta u četvrtoj sezoni serije. Napisali su je Robin Green i Mitchell Burgess, režirao Tim Van Patten, a originalno je emitirana 10. studenog 2002.

## Radnja
Dok Junior Soprano napušta sud, okružuju ga novinari te ga slučajno u glavu udari mikrofon nakon čega padne niz stepenice. Biva poslan u bolnicu, ali ispostavlja se da se radi samo o potresu mozga. Međutim, ovaj manji udarac mogao bi se pokazati presudnim za Juniora: Tony predloži svojem odvjetniku Haroldu Melvoinu da to iskoriste u Juniorovoj obrani u vidu mentalne nesposobnosti za praćenje suđenja, a Junior bi mogao glumiti kako ima Alzheimerovu bolest. Tony mu kaže da to odglumi kako bi riješio sve svoje pravne probleme. 
Dok se Ralphov 12-godišnji sin i prijatelj bez nadzora igraju Gospodara prstenova, Ralphov sin Justin nesretnim slučajem završi pogođen strijelom u prsa. Susjeda počne mahnito lupati na Ralphova vrata dok se ovaj kupa u kadi, tražeći ga da pomogne sinu. Ralpha obuzima panika i istrči van samo kako bi ugledao sina kako leži onesviješten. Justina ubrzo odvode u bolnicu gdje ostaje u komi. Ralpha pogađa krivnja i tuga i ubrzo se počinje kajati za sve što je zgriješio u životu. Odlazi i ocu Intintoli kako bi se pokušao iskupiti i postao bolja osoba.
Mnogi, pogotovo Tony, ne vjeruju kako bi Ralph pokušao biti bolja osoba zbog nedavnih nesretnih događaja. Ralph se ispriča Rosalie Aprile jer nije bio suosjećajniji kad je ubijen Jackie Aprile, Jr. Čak upita Rosalie hoće li se udati za njega, ali ona odbija. Ralph osniva i godišnju stipendiju od dvadeset tisuća dolara na Sveučilištu Rutgers u ime Jackieja Jr. Tony suosjeća s Ralphiejem te biva zadivljen Ralphovim novim stavovima. Međutim, Paulie i dalje ne popušta u svojem odnosu prema Ralphu, pogotovo jer je Ralphie nazvao njegovu majku lažno se predstavivši, kako bi uzvratio Paulieju što je rekao Johnnyju Sacku da je Ralph ispričao vic o Ginny Sack, što je umalo izazvalo rat. 
Baš kad ljudi počinju davati Ralphu šansu da se iskupi zbog svega što je učinio, Pie-O-My pogiba u misterioznom stajskom požaru, kojeg vatrogasna uprava proglašava nesrećom; no, Tony smatra kako je Ralph namjerno podmjestio požar kako bi pokupio 200.000 dolara od osiguranja. Nakon što mu je sljedećeg jutra trenerica prenijela loše vijesti, te nakon što je ugledao kako traktor odvlači leš konja, Tony odlazi u Ralphovu kuću. Tony prenosi Ralphu vijest da je Pie-O-My mrtva. Ralph izrazi sućut Tonyju, iako ne posebno iskreno. On i Tony odlaze u kuhinju gdje Ralph sprema doručak.
Iako se čini kako Ralph suosjeća s Tonyjem jer mu je konj mrtav, više je fokusiran prenijeti mu kako se Justinovo stanje poboljšava. Tony komentira kako je čudno da je konj poginuo u požaru odmah nakon što su potpisali policu osiguranja od 200.000 dolara. Ralph smjesta shvati sugestiju i smireno uvjeri Tonyja kako nije imao veze s tim. Tony nastavlja sugerirati kako vjeruje da je Ralph to učinio, čak ga upita je li se u zadnje vrijeme čuo s Corky LaNucci - osobom odgovornom za zapaljenje restorana Artieja Bucca u pilot epizodi. Ralph se uznemiri i kaže Tonyju kako je sve dobro završilo jer konj nije bio bogzna što. Tony odvraća "Isuse Kriste, ti si to učinio. Ispekao si tu životinju živu!" Ralph kaže, "Ne, nisam! Ali pa što? Bila je to jebena životinja!" Ralph nadalje sugerira kako je Tony licemjeran jer ga nije briga što kuverte s novcem stižu od ljudi kojima je nauđeno. Iznimno gnjevan, Tony udari Ralpha, oborivši ga u kuhinji. Dvojac se počne hrvati, a Ralph se neuspješno pokuša obraniti tavama, posudama, nožem i sprejem za insekte. Borba završava kad Tony zadavi Ralpha i počne udarati njegovom glavom o kuhinjski pod, vičući: "Bilo je to prekrasno, nevino stvorenje! Što ti je ona ikad učinila?" Ralph ostaje ležati mrtav na kuhinjskom podu.
Tony pozove Christophera da mu pomogne riješiti se tijela, objasnivši kako je Ralph već bio mrtav kad je došao u njegovu kuću. Iako omamljen uzimanjem heroina, Christopher prozre istinu i počinje shvaćati kako bi Ralphov nestanak mogao izazvati ozbiljne posljedice. Christopher odsječe Ralphovu glavu i ruke te ih ubaci u kuglačku torbu. Prilikom toga otkriva kako je Ralph bio ćelav i kako je nosio vlasulju. Christopher i Tony zatim uzimaju Ralphovo tijelo, zamotaju ga i bace ga s litice u jezero. Glavu i ruke odnose na farmu hospitaliziranog oca Mikeyja Palmicea. Kako je tlo smrznuto, Tony iskoristi rovokopač kako bi iskopao rupu, dok u isto vrijeme prigovara Christopheru zbog njegove ovisnosti. Christopher kaže Tonyju da bi Ralphiejeva smrt mogla postati problem, na što Tony odvraća, "Ti si jedini koji zna za to."
Sljedećeg jutra, demencija Strica Juniora od glume postaje stvarnost. Nakon što federalci ugledaju kako ga njegov kućni pomoćnik vraća kući nakon što je izgubljeno lutao po susjedstvu, on ostaje u svojem dnevnom boravku zbunjen. U Bada Bingu gdje su se Tony i Christopher riješili svoje odjeće i istuširali, Tony se probudi dozivajući Christopherovo ime, ali ne čuje odgovor. Tony odluta do zida, gdje ugleda sliku Tracee, striptizete iz Bada Binga koju je ubio Ralph. Tony zatim napušta klub, izašavši iz tame u svjetlost novog dana.

## Glavni glumci
- James Gandolfini kao Tony Soprano
- Lorraine Bracco kao dr. Jennifer Melfi *
- Edie Falco kao Carmela Soprano
- Michael Imperioli kao Christopher Moltisanti
- Dominic Chianese kao Corrado Soprano, Jr.
- Steven Van Zandt kao Silvio Dante
- Tony Sirico kao Paulie Gualtieri
- Robert Iler kao A.J. Soprano
- Jamie-Lynn Sigler kao Meadow Soprano *
- Aida Turturro kao Janice Soprano
- Joe Pantoliano kao Ralph Cifaretto
- Drea de Matteo kao Adriana La Cerva *
- Federico Castelluccio kao Furio Giunta *
- John Ventimiglia kao Artie Bucco

* samo potpis

### Gostujući glumci
| - Samuel Allen kao Shane Patrzelka - Sharon Angela as Rosalie Aprile - Murielle Arden kao Elodi Colbert - Leslie Bega kao Valentina La Paz - Ava Maria Carnevale kao dr. Donna Dechristafaro - Dan Castleman kao tužitelj Castleman - Dane Curley kao Justin Cifaretto - Richard D'Alessandro kao Dennis Capozza - Frances Ensemplare kao Nucci Gualtieri - Robert Funaro kao Eugene Pontecorvo - Gene Gabriel kao policajac #2 - Joseph R. Gannascoli kao Vito Spatafore - Manon Halliburton kao Lois Pettit - Susan Jhun kao Allison Pak | - Tim Kang kao dr. Harrison Wong - Allia Kliouka Schaffer kao Svetlana Kiriljenko - Marissa Matrone kao Ronnie Capozza - Rosa Nino kao Iñez Muñoz - Frank Pando kao agent Grasso - Richard Portnow kao Harold Melvoin - Maria Elena Ramirez kao susjeda - Rob Leo Roy kao novinar - Debargo Sanyal kao dežurni liječnik - Paul Schulze kao otac Phil Intintola - Matt Servito kao agent Harris - Brian Smyj kao agent Smyj - Jelena Solovej kao Branka Libinsk |

## Umrli
- Ralph Cifaretto: pretučen i zadavljen od strane Tonyja Soprana.
- Pie-O-My: poginula u misterioznom stajskom požaru kojeg je navodno podmetnuo Ralph.

## Naslovna referenca
- Tony koristi frazu "whoever did this" razgovarajući s Christopherom o tome kako će ostali reagirati na Ralphiejevu smrt; ranije koristi istu frazu referirajući se na Ralphiejev šaljivi poziv Pauliejevoj majci.
- Naslov se može odnositi i na požar u staji te na Tonyjevu sumnju na Ralphieja.

## Reference na druge medije
- U epizodi se u dvije prilike koriste rečenice iz pjesme The Rolling Stonesa "Sympathy for the Devil" aludirajući na Ralpha:
  - Susrevši se s Justinovim kirurgom u bolnici, Ralph kaže, "Please allow me to introduce myself."
  - Susrevši se s ocem Philom, Ralph se predstavlja riječima, "Pleased to meet you"; ubrzo nakon toga, otac Phil upita Ralpha, "Were you there when Jesus Christ had his moment of doubt and pain?"
- Kad se Tony i Ralph naguravaju, Ralph pospreja Tonyja u oči sprejem za insekte. U Pravoj romansi, kad lik Jamesa Gandolfinija tuče Alabamu u motelskoj sobi, ona ga pospreja u oči aerosolom.
- Christopher nesvjesno skine Ralphov tupe s glave, ne znajući da mu je kosa lažna. To je slična scena kao u filmu Weekend at Bernie's, gdje Larry slučajno skine tupe s mrtvog Bernieja.
- Tony i Christopher gledaju The Girl Who Had Everything (1953.) Richarda Thorpea, s Elizabeth Taylor.

## Poveznice s prijašnjim epizodama
- Kad se Tony gleda u zrcalo nakon što je ubio Ralpha ugleda sliku Tracee, striptizete iz Bada Binga koju je Ralph ubio u epizodi "University".
- Kad se Tony suoči s Ralphom oko požara upita ga za Corky Ianucci. Tony vjeruje kako ga je Ralph angažirao da podmetne požar koji je ubio Pie-o-My. Corkyja je angažirao i Silvio da digne u zrak Vesuvio, restoran Artieja Bucca, u pilot epizodi.
- Nakon što je ubio Ralpha, Tony kaže, "Ona je bila prekrasno, nevino stvorenje! Što ti je ona ikad učinila?", što se može interpretirati i kao referenca na Tracee, striptizetu iz Bada Binga koju je Ralph ubio. Silvio spominje kako je Tracee punkorvna u epizodi "University", istoj epizodi u kojoj je Ralph ubio Tracee.
- U epizodi "The Weight", Johnny Sack kaže Ralphu, "Trebao sam pustiti Tonyju da ti odsječe glavu godinu dana prije".

## Glazba
- "When I Need You" Lea Sayera svira dok se Ralph kupa.
- Originalna verzija "Sincerely" The Moonglowsa svira dok Carmela i Rosalie večeraju u Vesuviu.
- Tijekom odjavne špice svira "The Man with the Harmonica" sastava Apollo 440. Pjesma potječe iz filma Bilo jednom na Divljem zapadu Sergia Leonea, a skladao ju je Ennio Morricone.

## Vanjske poveznice
- Whoever Did This u internetskoj bazi filmova IMDb-a